# Germano Bonaveri
Germano Bonaveri (Bologna, 28 gennaio 1968) è un cantautore italiano.

## Biografia
Fin da ragazzo si appassiona al mondo dei cantautori italiani e stranieri, iniziando anche a sperimentarsi come compositore.
Nei suoi testi Bonaveri parla di difesa dei diritti umani, di ingiustizia sociale e politica, del progressivo avvelenamento del pianeta (e della mente umana), attraverso le lenti della sua vita a Bologna, culla di molti artisti di talento.
Nel 2001 insieme a Luigi Bruno fonda il gruppo Resto Mancha, con cui incide alcuni demo (Atto Primo, Il pagliaccio di strada) fino alla realizzazione, nel 2005, dell'album Scivola via, prodotto da Fabbrica di Parole&Musica e distribuito dalla Warner Music Italy. Parallelamente Bonaveri realizza il progetto Quello che non ho - Tributo a Faber, uno spettacolo dedicato al cantautore Fabrizio De Andrè. 
L'8 settembre 2007 partecipa con i Resto Mancha al primo V-Day organizzato da Beppe Grillo in Piazza Maggiore a Bologna.

### Carriera da solista
Alla fine del 2006 Bonaveri inizia la collaborazione con Beppe Quirici e affida a lui la produzione artistica del suo primo album da solista, Magnifico, anch'esso con la produzione esecutiva di Parole & Musica (tra i musicisti ricordiamo Beppe Quirici, Mario Arcari, Elio Rivagli).
Il disco lo porta ad essere tra i finalisti del Premio Tenco 2007 e all'esibizione sul palco dell'Ariston di Sanremo affiancato dallo stesso Quirici e da Armando Corsi.
Alla fine del 2009, da un'idea di Armando Corsi nasce il progetto Otra voz canta, canti di libertà e resistenza di diverse nazioni con l'intento di mantenere alta la memoria e l'eredità morale di tutte le persone che in ogni angolo del mondo hanno lottato contro la tirannia e la dittatura.
Nello stesso anno nasce Città Invisibili, che vanta la collaborazione di Maurizio Biancani, e artisti come Mario Arcari, Lucio Dalla e Marco Alemanno.
Nell'estate del 2010 esce la nuova versione di Contro, tratto dall'album Scivola via. È un brano che Bonaveri riscrive in base all'attualità che lo circonda: una specie di "canzone mutante" che nel caso specifico affronta la tematica della censura esercitata attraverso la proposta della legge bavaglio. Il video viene pubblicato su diverse testate on-line tra cui L'Unità.
Nell'aprile del 2011 Bonaveri incide il remake della canzone Sólo le pido a Dios di León Gieco. Il brano verrà trasmesso e diffuso il 25 aprile dalla Radio Nacional Argentina tramite ORA ITALIA, il programma radio degli italiani in Patagonia. Nello stesso giorno esegue, in piazza Maggiore a Bologna, il concerto Otra voz canta per l'ANPI.
Nel giugno del 2011 partecipa a "Signori, entra il lavoro!" la festa per i 110 anni della FIOM.
L'11 novembre 2011 esce in italiano e spagnolo L'ora dell'ombra rossa, un concept album che prende spunto dalle carte dei tarocchi marsigliesi per affrontare tematiche di riscatto sociale, di rivoluzione, lotta per l'emancipazione dall'omologazione.
Nel 2012 Bonaveri viene scelto come cantante del progetto I MUSICI, gruppo formato da Ellade Bandini, Juan Carlos “Flaco” Biondini, Roberto Manuzzi, Antonio Marangolo, Pierluigi Mingotti, Vince Tempera.
Da una idea di Germano Bonaveri, un gruppo di artisti e professionisti del settore decide di proporsi alle amministrazioni pubbliche sensibili a queste tematiche per fare concerti lasciando che sia il pubblico a sostenere il progetto attraverso una offerta non obbligatoria. 
Bonaveri afferma che le persone debbano reagire a questo progressivo imbarbarimento culturale ed i comuni debbano sentire vivo il dovere di prendersi cura della popolazione e far sopravvivere la libera espressione delle arti.
La musica quindi come manifestazione del lavoro degli artisti che vengono sostenuti con la libera offerta delle persone nella misura del gradimento, dell'apprezzamento e della voglia di essere parte di un progetto contribuendo alla sua realizzazione.
Nel 2013 nasce Euterpe per portare nei teatri italiani la poesia, sostenuta da musiche ed atmosfere capaci di aumentarne la percezione di senso. EUTERPE è un progetto aperto, un work in progress che si evolve ogni volta in cui viene richiesta la rappresentazione in scena di altre poesie o altre prose che si ritengono affini.
Nel nuovo disco del 2014- intitolato La Staffetta - l'artista racconta le vite degli sconfitti di tutte le epoche, quelli che pur avendo fatto la storia non hanno potuto scriverla (altri lo faranno, ben protetti nei loro castelli dorati). Si fondono i personaggi che hanno vissuto la guerra, i campi di concentramento, la tortura, la violenza fisica e psicologica e quelli della sua storia personale per raccontare come tutto ritorni quando la soglia della memoria scende per volontà del potere. Dalla collera (citando Alekos Panagulis) ad una domenica mattina dell'immediato dopoguerra, dove le speranze riaccendono un sorriso che però deve districarsi tra un futuro di speranza ed un passato prossimo lancinante.
Esce a gennaio 2018 il singolo Le piccole vite, brano prodotto da Maurizio Biancani per Fonoprint Bologna ed anticipa l’album Reloaded, il sesto nella carriera dell’artista.
Nel 2018 il cantautore bolognese rivisita alcuni dei suoi brani nell'album Reloaded: 18 brani, di cui uno inedito (Le piccole vite). Bonaveri dona alle sue vecchie canzoni nuova luce e nuova musicalità.
Nello stesso anno promuove Il Cretino, uno spettacolo con la produzione artistica di Maurizio Biancani, la regia di Daniele Sala e l’accompagnamento musicale di Pietro Posani. Uno spettacolo che unisce cultura, ricordo, nostalgia e linguaggio universale.
Nel mese di novembre esce il nuovo singolo Patty, prodotto da Maurizio Biancani per Fonoprint Bologna. Un brano dal testo intimo, un viaggio immaginario. «Patty è una canzone d’amore – spiega Bonaveri – è il sogno di un mondo dove le persone conoscono a memoria almeno una poesia.
Nel 2020 esce l'album Il Bardo e il Re dei gatti, edito da Visage Music.
Nel 2023 vengono pubblicati l'album Mondi Immaginati,  e la raccolta di canti di Resistenza Oltre il Ponte.

## Discografia
- 2005 - Scivola via (Fabbrica di Parole&Musica/Warner Music)
- 2007 - Magnifico (Fabbrica di Parole&Musica/EGEA Music)
- 2010 - Città Invisibili (Fabbrica di Parole&Musica/Rusty Records)
- 2011 - L'Ora dell'Ombra Rossa (autoprodotto)
- 2014 - La Staffetta (BMA)
- 2018 - Reloaded (Fonoprint)
- 2020 - Il Bardo e il Re dei gatti (Visage Music)
- 2021 - Faol (Visage Music)
- 2023 - Mondi Immaginati (autoprodotto)
- 2023 - Oltre il ponte (Cà Bura APS)

## Singoli
- 2018 - Le piccole vite (Fonoprint)
- 2018 - Patty (Fonoprint)